# Hyperoxalurie

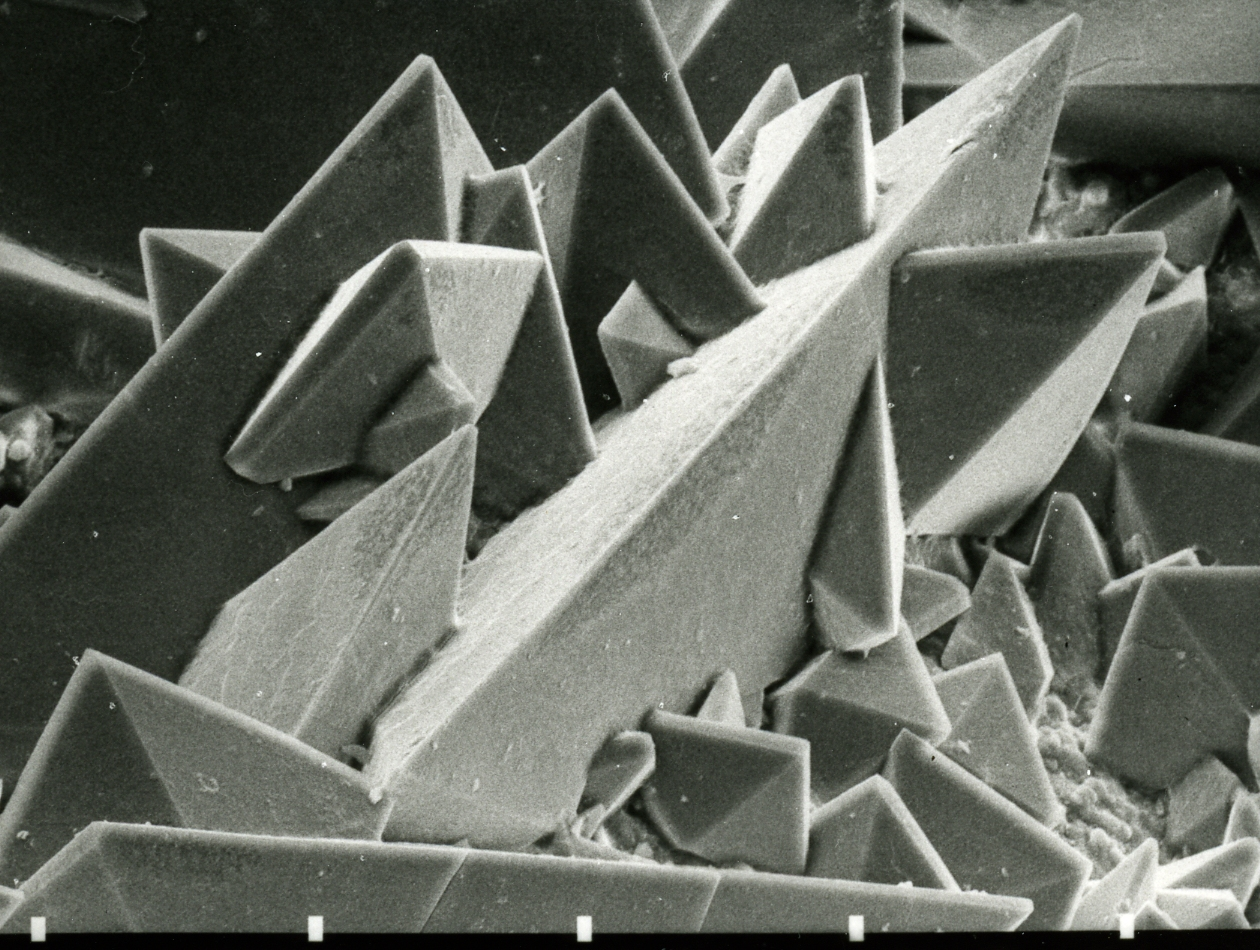
Image de microscopie électronique à balayage de la surface d'un calcul rénal d'oxalate de calcium dihydraté (weddellite)

L'hyperoxalurie est une sécrétion urinaire augmentée d'acide oxalique. Elle peut être primaire ou secondaire. Les conséquences sont le risque de formation de calcul rénal en oxalate de calcium, voire la constitution d'une néphrocalcinose.

## Causes

### Les hyperoxaluries primaires
Elles sont d'originee génétique et correspondent à des déficits enzymatiques qui ont tous pour conséquence d'augmenter le taux d'oxalate dans le sang. Trois types sont décrits, le premier étant le plus fréquent :
- hyperoxalurie type 1, par déficit en alanine glyoxylate aminotransférase (ou AGXT) ;
- Hyperoxalurie type 2, par déficit en glyoxylate reductase–hydroxypyruvate reductase ou (GRHPR) ;
- Hyperoxalurie type 3, par déficit en 4-hydroxy-2-oxoglutarate aldolase (HOGA).

Environ 10 % des formes familiales n'ont pas de gène responsable identifié.

### Les hyperoxaluries secondaires

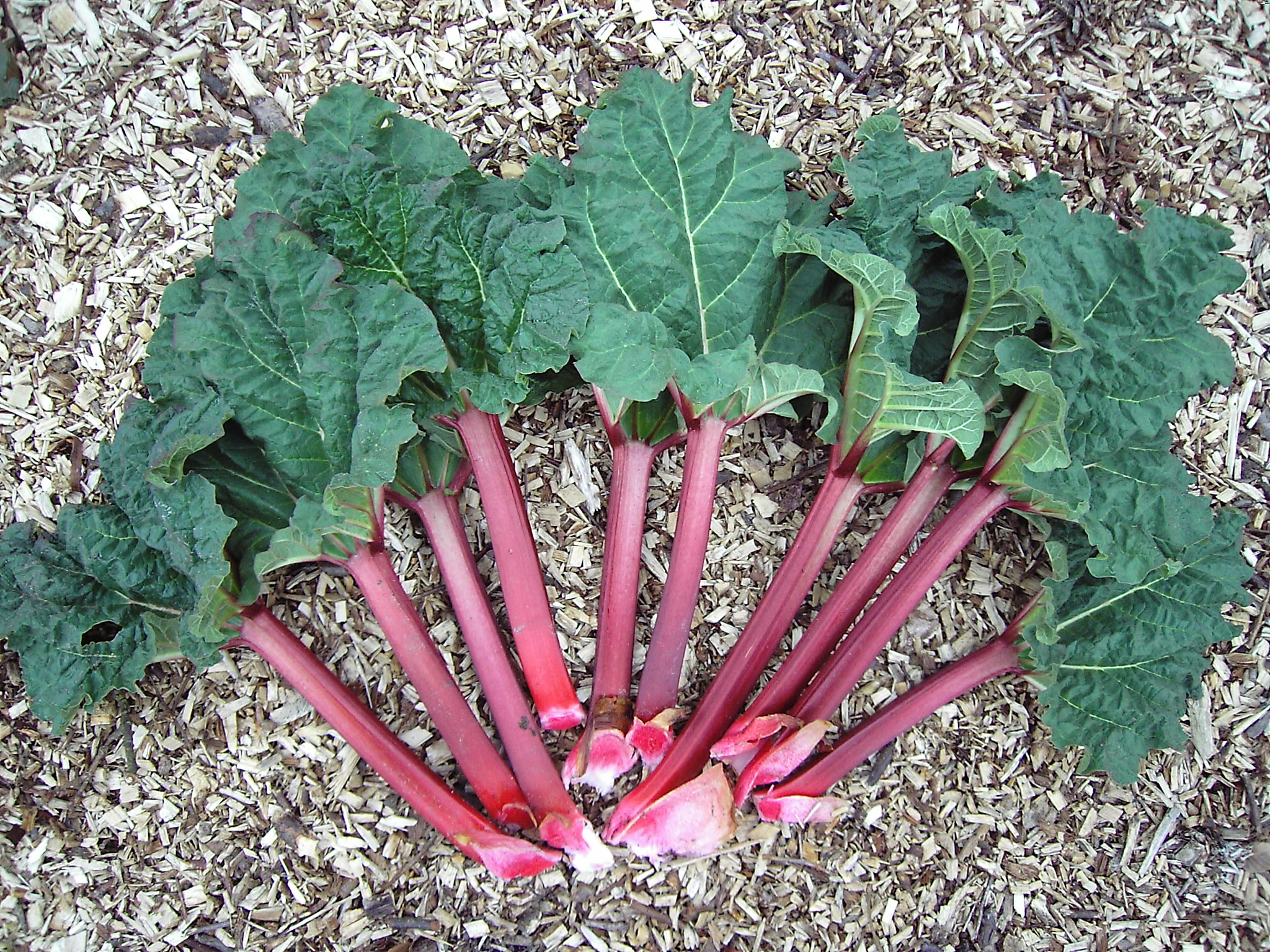
La rhubarbe est riche en sels d'oxalate.

Elles peuvent être dues à un excès d'ingestion d'acide oxalique. L'acide ascorbique étant un précurseur de ce dernier, une supplémentation régulière peut conduire à une hyperoxalurie, particulièrement en cas d'insuffisance rénale dialysée.
Elle se voit également en cas de résection chirurgicale de l'intestin : les sels d'oxalate sont pour la majeure partie sous forme insoluble et précipités grâce à des cations comme le calcium, l'argent ou le fer, ce qui les rend non absorbables par le tube digestif. Lorsque les graisses sont moins bien digérées ou absorbées (comme en cas de gastrectomie partielle, chirurgie bariatrique, dérivation jéjuno-iléale, résection iléale, prise d'orlistat ou toute autre cause diminuant l'absorption des sels biliaires et des acides gras), les acides gras de l'alimentation chélatent les cations comme le calcium et libèrent l'oxalate, ce qui le rend soluble, donc absorbable par le tube digestif. De plus, la malabsorption des acides gras peut être à l'origine d'une inflammation du côlon et augmenter sa perméabilité à l'oxalate. On parle alors d'hyperoxalurie entérique. D'ailleurs, dans ces cas, la prise alimentaire de calcium permet de diminuer l'absorption d'oxalate.

## Clinique
Les symptômes sont essentiellement rénaux, avec formation de calculs rénaux riche en acide oxalique. L'évolution vers une insuffisance rénale par néphrocalcinose est possible. 

## Diagnostic
Le terme implique un taux d'acide oxalique élevé dans les urines. Ce taux est plus important dans les formes primitives que dans les formes secondaires. Ce taux peut cependant chuter en cas d'insuffisance rénale importante, et la mesure doit alors être faite dans le sang.
Le diagnostic des formes primitives se fait par séquençage des trois gènes impliqués.

## Traitement
Une hydratation importante est recommandée ainsi qu'un régime pauvre en acide oxalique et riche en calcium. La prise de pyridoxine a un certain intérêt. l'alcalinisation des urines peut être proposée, par la prise de citrate de sodium ou de potassium.
Dans les formes primitives de type 1 et 2, une transplantation rénale peut être proposée.